# Irmgard Heydorn
Irmgard Heydorn (* 24. März 1916 in Hamburg als Irmgard Hose; † 17. Mai 2017 in Frankfurt am Main) war eine deutsche Sozialistin und Widerstandskämpferin.

## Leben
Irmgard Heydorn arbeitete von 1936 bis 1945 in der illegalen Gruppe des Internationalen Sozialistischen Kampfbundes in Hamburg mit. Aus diesem Kreis lernte sie ihren späteren Ehemann Heinz-Joachim Heydorn kennen. Sie war am aktiven Widerstand gegen den Nationalsozialismus beteiligt, indem sie illegale, im Ausland gedruckte Schriften verteilte und 1943 einen geflohenen Gefangenen versteckte, der jedoch später gefasst und hingerichtet wurde.
Nach dem Ende des Zweiten Weltkrieges gehörte sie 1946 zu den Mitbegründern des Sozialistischen Deutschen Studentenbundes SDS Hamburg und trat in die Sozialdemokratische Partei Deutschlands (SPD) ein. Von 1946 bis 1954 war sie Mitarbeiterin in den Verlagen Öffentliches Leben und Europäische Verlagsanstalt. Gleichzeitig begann sie ein Studium der Nationalökonomie. 1951 heiratete sie Heinz-Joachim Heydorn. Zehn Jahre später, 1961, wurde sie wegen Mitgliedschaft im Förderkreis für den SDS aus der SPD ausgeschlossen. In der folgenden Zeit nahm sie am Ostermarsch und an den Kampf-dem-Atomtod-Demonstrationen teil. Sie engagierte sich in der Volkshochschul-Arbeit. Von 1973 bis 1990 war sie für Amnesty International tätig. Sie berichtete mehr als 25 Jahre lang regelmäßig als Zeitzeugin (gemeinsam mit Trude Simonsohn) an Schulen und in Vereinen und Institutionen über die Zeit im „Dritten Reich“.
Irmgard Heydorn war die Herausgeberin der Werke von Heinz-Joachim Heydorn, die von 1994 bis 1999 in neun Bänden im Topos-Verlag in Vaduz (Liechtenstein) und 2004 bis 2006 in einer Studienausgabe im Verlag Büchse der Pandora in Wetzlar erschienen sind.
Die persönlichen und politischen Biografien von Irmgard Heydorn und ihrem Ehemann Heinz-Joachim sowie die privaten und wissenschaftlichen Beziehungen der beiden zu Heinz-Joachim Heydorns Schüler Gernot Koneffke wurden von Jan Koneffke in seinem Roman Ein Sonntagskind literarisch verarbeitet.

## Auszeichnungen
- 1991: Johanna-Kirchner-Medaille der Stadt Frankfurt am Main
- 1. Dezember 2007: Wilhelm-Leuschner-Medaille[5]

## Werke
- mit Joachim Stollberg: Heinz-Joachim Heydorn. 1916–1974. Leben und Werk. Texte und Materialien zur Ausstellung in der Stadt- und Universitätsbibliothek Frankfurt am Main, 11. November bis 27. Dezember 1999. [Begleitheft], Stadt- und Universitäts-Bibliothek, Frankfurt am Main 1999
- mit Kurt Groenewold, Klaus Körner und Sabine Groenewold: Mit Lizenz. Geschichte der Europäischen Verlagsanstalt. 1946–1996. Europäische Verlags-Anstalt, Hamburg 1996
- als Hrsg. mit Brigitte Schmidt: Traditio lampadis. Das Versöhnende dem Zerstörenden abtrotzen. Festgabe für Gernot Koneffke. Topos-Verlag, Vaduz, Liechtenstein 1989
- als Hrsg.: Heinz-Joachim Heydorn: Werke. Mit einer Einleitung von Gernot Koneffke. Büchse der Pandora, Wetzlar
- als Hrsg.: Heinz-Joachim Heydorn: Werke. Topos-Verlag, Vaduz, Liechtenstein